# MVVM

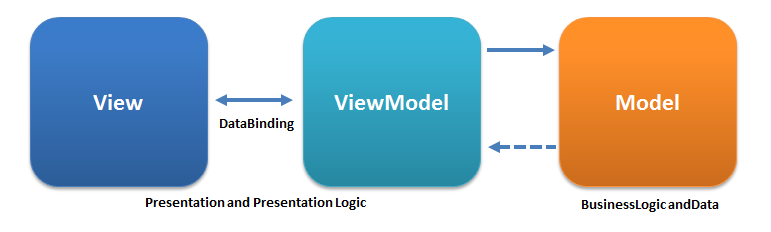

MVVM（Model–view–viewmodel）是一种软件架构模式。
MVVM有助于将图形用户界面的开发与业务逻辑或后端逻辑（数据模型）的开发分离开来，这是通过置标语言或GUI代码实现的。MVVM的视图模型是一个值转换器， 这意味着视图模型负责从模型中暴露（转换）数据对象，以便轻松管理和呈现对象。在这方面，视图模型比视图做得更多，并且处理大部
分视图的显示逻辑。 视图模型可以实现中介者模式，组织对视图所支持的用例集的后端逻辑的访问。
MVVM是马丁·福勒的PM（Presentation Model）设计模式的变体。 MVVM以相同的方式抽象出视图的状态和行为， 但PM以不依赖于特定用户界面平台的方式抽象出视图（建立了视图模型）。

MVVM和PM都来自MVC模式。
MVVM由微软架构师Ken Cooper和Ted Peters开发，通过利用WPF（微软.NET图形系统）和Silverlight（WPF的互联网应用衍生品）的特性来简化用户界面的事件驅動程式設計。 微软的WPF和Silverlight架构师之一John Gossman于2005年在他的博客上发表了MVVM。
MVVM也被称为model-view-binder，特别是在不涉及.NET平台的实现中。ZK（Java写的一个Web应用框架）和KnockoutJS（一个JavaScript库）使用model-view-binder。

## MVVM模式的组成部分
模型
模型是指代表真实状态内容的领域模型（面向对象），或指代表内容的数据访问层（以数据为中心）。
视图
就像在MVC和MVP模式中一样，视图是用户在屏幕上看到的结构、布局和外观（UI）。
视图模型
视图模型是暴露公共属性和命令的视图的抽象。MVVM没有MVC模式的控制器，也没有MVP模式的presenter，有的是一个绑定器。在视图模型中，绑定器在视图和数据绑定器之间进行通信。
绑定器
声明性数据和命令绑定隐含在MVVM模式中。在Microsoft解决方案堆中，绑定器是一种名为XAML的标记语言。 绑定器使开发人员免于被迫编写样板式逻辑来同步视图模型和视图。在微软的堆之外实现时，声明性数据绑定技术的出现是实现该模式的一个关键因素。

## 理论基础
MVVM旨在利用WPF中的数据绑定函数，通过从视图层中几乎删除所有GUI代码（代码隐藏），更好地促进视图层开发与模式其余部分的分离。 不需要用户体验（UX）开发人员编写GUI代码，他们可以使用框架标记语言（如XAML），并创建到应用程序开发人员编写和维护的视图模型的数据绑定。角色的分离使得交互设计师可以专注于用户体验需求，而不是对业务逻辑进行编程。这样，应用程序的层次可以在多个工作流中进行开发以提高生产力。即使一个开发人员在整个代码库上工作，视图与模型的适当分离也会更加高效，因为基于最终用户反馈，用户界面通常在开发周期中经常发生变化，而且处于开发周期后期。
MVVM模式试图获得MVC提供的功能性开发分离的两个优点，同时利用数据绑定的优势和通过绑定数据的框架尽可能接近纯应用程序模型。 它使用绑定器、视图模型和任何业务层的数据检查功能来验证传入的数据。结果是模型和框架驱动尽可能多的操作，消除或最小化直接操纵视图的应用程序逻辑（如代码隐藏）。
MVVM模式不同于MVC，在MVVM模式中，将ViewModel层绑定到View层后，它基本不使用点击事件，而是使用命令(Command)来控制。数据的显示也是不同于MVC，而是使用Binding来绑定相关数据。
值得一提的是，MVVM通常会使用属性更改通知，即数据驱动而不是事件驱动。在WPF中当数据发生改变时，会通过接口INotifyPropertyChanged通知到对应的组件绑定的数据，实现同步数据刷新。

## 批评
对这种模式的批评来自MVVM的创造者John Gossman本人，他指出，实现MVVM的开销对于简单的UI操作是“过度的”。他说，对于更大的应用来说，推广ViewModel变得更加困难。而且，他说明了非常大的应用程序中的数据绑定会导致相当大的内存消耗。

## .NET中的实现

### .NET框架
- MVVM基金会（英语：MVVM Foundation）
- DotVVM （页面存档备份，存于）开源项目